# Djolu (territoire)
Le territoire de Djolu est une entité déconcentrée de la province de Tshuapa en république démocratique du Congo. Djolu (environ 10 500 habitants) se trouve en pleine forêt  équatoriale à environ 800 km au nord-est de la ville de Mbandaka, chef lieu de la Province de l'Équateur et à 500 km au nord-ouest de la ville de Kisangani, chef lieu de la Province Orientale voisine.

## Histoire
Avant 2015, il fait partie du district de la Tshuapa.

## Commune
Le territoire compte une commune rurale de moins de 80 000 électeurs.
- Djolu, (7 conseillers municipaux)

## Secteurs
Le territoire de Djolu est divisé en 4 secteurs :
- Djolu : 8 groupements de 93 villages
- Lingomo : 5 groupements de 56 villages
- Luo : 10 groupements de 90 villages
- Yala : 9 groupements de 69 villages

## Démographie
| 1994    | 2004    |
| ------- | ------- |
| 142 396 | 215 124 |